# Кнезовића језеро
Кнезовића језеро је језеро у Имотској крајини у Хрватској.
Налази се северно од села Локвичићи. Максимална дубина језера износи 40 метара.